# Kamau Kenyatta

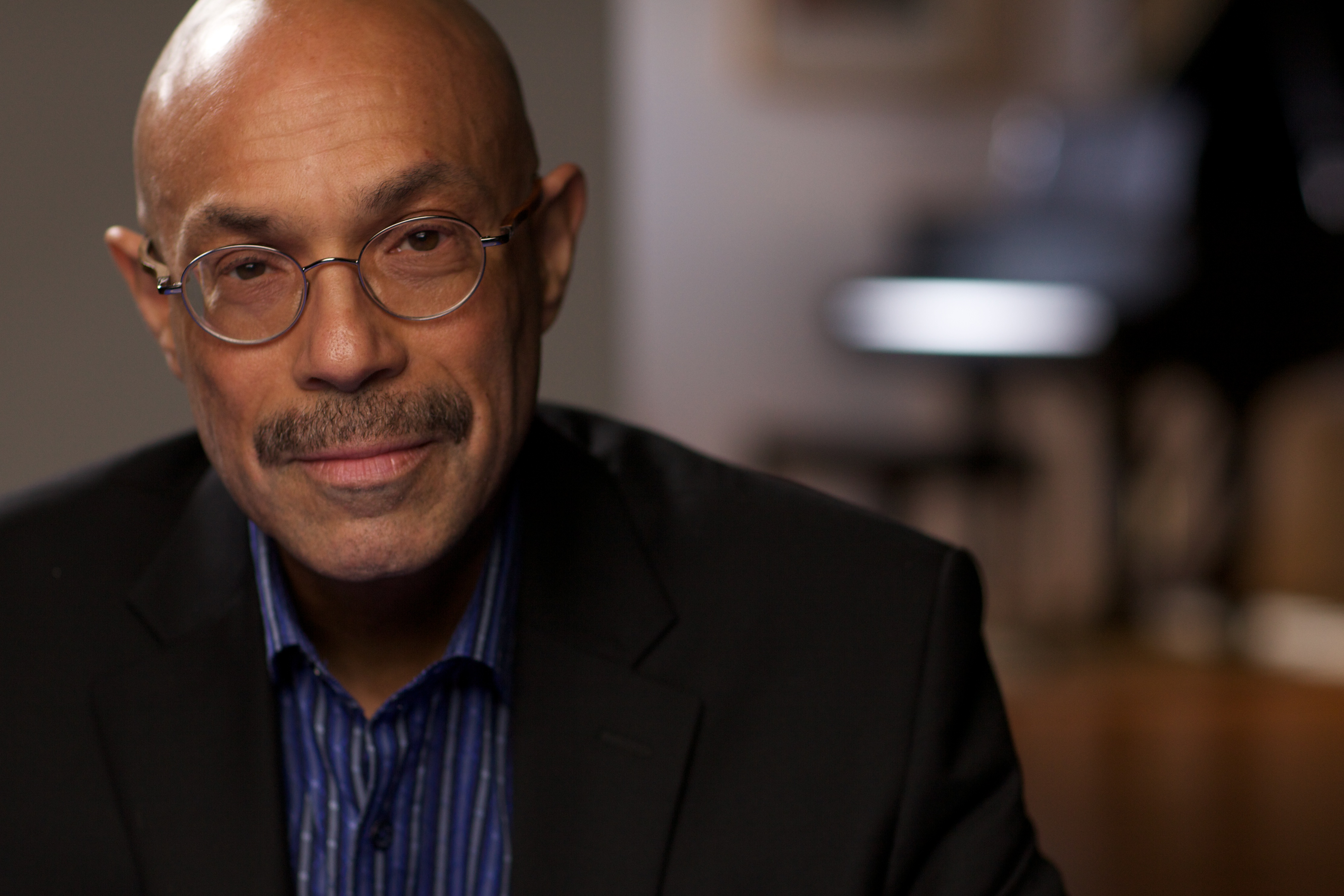
Kamau Kenyatta (2014)

Kamau Kenyatta (* 27. Juni 1955 in Detroit) ist ein amerikanischer Jazzmusiker (Piano, Tenor- und Sopransaxophon, Komposition), der auch als Filmkomponist und Musikproduzent hervorgetreten ist.

## Leben und Wirken
Kenyatta wuchs in einer Familie in Detroit auf, die Musik liebte. Seine erste Klarinette erhielt er von seinem Großvater, einem Elektriker, der sie bei einem seiner Kunden eintauschte, um sie ihm zu überlassen. Als er sich entschied, von der Klarinette auf das Saxophon umzusteigen, schenkte ihm sein Großvater auch dieses Instrument. Nach seinem Highschool-Abschluss trat Kamau als Mitglied der Band von Donald Byrd auf und tourte als Vorgruppe für Richard Pryor und Earth, Wind & Fire durch das Land. Schon früh begegnete er einer Vielzahl von Musikstilen. Er hat mit Jazz-Größen wie Hubert Laws, Yusef Lateef, Sonny Fortune, Earl Klugh, Jim Pepper, Charles McPherson und Jack McDuff zusammengearbeitet. Welttourneen führten ihn in mehr als 20 Länder und beinhalteten Auftritte mit The Supremes, Carl Anderson, Oscar Brown, Jr., der Watts 103rd Street Rhythm Band und New Kids on the Block.
Kenyattas Debütalbum Strong Men wurde 1982 veröffentlicht. 1984 folgte Bigger – Portraits of Three Artists. Sein Album Destiny, auf dem er als Pianist, Komponist und Produzent zu tätig war, wurde im Frühjahr 2007 veröffentlicht. 2019 legte er mit The Elegant Sadness sein viertes Album unter eigenem Namen vor.
Gemeinsam mit Hubert Laws schrieb Kenyatta die Musik für Small Steps, Big Strides, einen Dokumentarfilm über die Geschichte des afro-amerikanischen Films. Er verfasste weiterhin die Musik für The Dawn at My Back, eine auf dem Sundance Film Festival ausgezeichnete interaktive DVD-ROM. 2015 vertonte Kamau den Film Spirits of Rebellion: Black Cinema at UCLA von Zeinabu Irene Davis. 2016 stellte er die Filmmusik für die Gregory-Porter-Biografie Don’t Forget Your Music fertig.
Kenyatta produzierte die ersten Alben für den Sänger Gregory Porter, darunter Liquid Spirit, das 2014 mit einem Grammy Award in der Kategorie „Best Jazz Vocal Album“ ausgezeichnet wurde. Weiterhin produzierte er Alben von Ed Motta, Paulette McWilliams, Steph Johnsons, Kathy Kosins, Daneen Wilburn und Alicia Olatuja.
Kenyatta fungierte als musikalischer Leiter für Blues Schoolhouse, einem Bildungsprogramm für Kinder der Mittelstufe im International House of Blues (San Diego). Im Jahr 2009 trat er der Musikabteilung der California State Summer School for the Arts bei. Er lehrte an der Musikabteilung der University of California, San Diego, wo er 2020 zum Professor ernannt wurde.

## Preise und Auszeichnungen
Im Mai 2009 wurde Kenyatta mit dem Barbara J. and Paul D. Saltman Distinguished Teaching Award der UC San Diego ausgezeichnet. 2017 erhielt er einen Grammy als Koproduzent und Arrangeur für Gregory Porters Album Take Me to the Alley.